# Веселовська Зоя Федорівна
Веселовська Зоя Федорівна (нар. 4 травня 1950, Рязань, СРСР) — лікар-офтальмолог вищої категорії, член-кореспондент АМН України, доктор медичних наук, професор, лауреат Державної премії України в галузі науки і техніки.

## Наукова діяльність
У 1973 році закінчила Харківський медичний інститут. Певний час працювала лікарем (1974–75) та в Інституті проблем кріобіології і кріомедицини НАН України (Харків, 1975–79).
З 1979 року — співробітниця, а з 1981 року — зав. відділом мікрохірургії ока Київського інституту експериментальної й клінічної хірургії.
У 1989 році захистила дисертаційну роботу на здобуття наукового ступеня доктора медичних наук, у 1990 році — присвоєне вчене звання професора.
З 1987 по 1995 рік — професор кафедри офтальмології НМУ ім. О. О. Богомольця.
З 1995 року — директор Київського міського центру судинно-ендокринних захворювань органа зору (нині — Київський міський офтальмологічний центр), зав. кафедри очних хвороб Київського медичного інституту Української асоціації народної медицини.
З 2014 року — завідувач кафедри хірургічних хвороб із курсом офтальмології ПВНЗ «Київський медичний університет» та науковий консультант Київського міського офтальмологічного центру.
У 2011 році обрана член-кореспондентом НАМН України за спеціальністю «Офтальмологія».

## Основні наукові праці
- «Роль заднего эпителия в процессе приживления нативной и криоконсервированной роговой оболочки при кератопластике» (1979).
- «Прогнозирование и предупреждение развития воспалительной реакции глаза после экстракции катаракты с имплантацией искусственного хрусталика» (1989).
- «Катаракта» (2002).
- «Ультразвуковая диагностика в онкологии» (2013).
- «Цукровий діабет в практиці сімейного лікаря (практичний посібник)» (2013).
- «Межнациональное руководство по глаукоме. Клиника глаукомы» (2016).

## Відзнаки та нагороди
- Заслужений лікар України (2001 р).
- Лауреатка Всеукраїнської премії «Жінка ІІІ тисячоліття».
- Має почесні грамоти МОЗ України, ГУОЗ та МЗ КМДА, Митрополита Київського і всієї України, Предстоятеля Київської православної церкви
- нагрудний «Знак пошани» Київського міського голови.